# رابرت ویلن

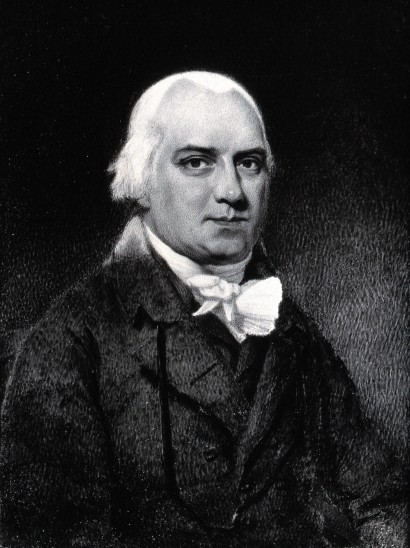
رابرت ویلن

رابرت ویلن (به انگلیسی: Robert Willan) (عضو انجمن سلطنتی) (زادهٔ ۱۲ نوامبر ۱۷۵۷ در نزدیکی سدبر، یورکشایر - درگذشتهٔ ۷ آوریل ۱۸۱۲، مادیرا) یک پزشک انگلیسی و بنیانگذار درماتولوژی به عنوان یک تخصص پزشکی بود.